# Bohdan Podhorski-Piotrowski
Bohdan Podhorski-Piotrowski, właśc. Benedykt Korwin-Piotrowski (ur. 22 sierpnia 1909 w Siwicach w województwie nowogródzkim, zm. 16 stycznia 1976) – polski adwokat, urzędnik, radca prawny, żołnierz Armii Krajowej i Batalionów Chłopskich, działacz ruchu ludowego, poseł na Sejm Polskiej Rzeczypospolitej Ludowej II kadencji (1957–1961)
Ukończył gimnazjum w Brześciu nad Bugiem (w 1931) i Wydział Prawa Uniwersytetu Warszawskiego (w 1935). W latach 1935–1937 pracował jako referent w Państwowym Zakładzie Emerytalnym w Warszawie, następnie do wybuchu II wojny światowej – w Najwyższej Izbie Kontroli Państwa.
W czasie okupacji hitlerowskiej pracował m.in. jako kierowca ciężarówki. W tym charakterze brał udział w organizacji akcji zbrojnych Armii Krajowej. Po rozbiciu grupy Edmunda Pawłowicza „Andrzeja”, do której należał, w obawie przed aresztowaniem przeniósł się z rodziną w okolice Sandomierza. W tym okresie zaczął używać nazwiska Bohdan Kazimierz Podhorski, wykorzystującego jego monogram BKP (Benedykt Korwin-Piotrowski). W sierpniu 1943 wstąpił do Batalionów Chłopskich. Po zajęciu okolic Sandomierza przez armię radziecką pracował w miejscowej administracji państwowej.
Od 2 do 14 kwietnia 1945 był faktycznym kierownikiem Grupy Operacyjnej Ministerstwa Administracji Publicznej w Gdańsku (formalny kierownik Kazimierz Banaś-Purwin nie objął funkcji z powodów zdrowotnych). Następnie pełnił funkcję naczelnika Wydziału Ogólnego Urzęduw Wojewódzkiego w Gdańsku, zaś od 1946 – wicewojewody. Na tym stanowisku zajmował się sprawami gospodarczymi, m.in. odgruzowywaniem Gdańska oraz odbudową stoczni i portu. W 1950 został pozbawiony funkcji i poddany inwigilacji UB. W tym samym roku krótko pełnił obowiązki dyrektora Teatru Wybrzeże W latach 1950–1951 był dyrektorem Opery Bałtyckiej. Od 1951 udzielał porad dla chłopów w bezpłatnej poradni prawnej przy WK ZSL w Gdańsku. Pracował także adwokat w Zespole Adwokackim nr 3 w Sopocie, radca prawny w Gdańskim Przedsiębiorstwie Robót Drogowych oraz jako asystent w Wyższej Szkole Handlu Morskiego w Sopocie. W 1956 został wybrany prezesem WK ZSL w Gdańsku. Pełnił także funkcję wiceprzewodniczącego Wojewódzkiego Komitetu FJN w Gdańsku.
Do Sejmu PRL został wybrany w okręgu nr 19 (Gdynia). Zasiadał w Komisjach: Gospodarki Morskiej i Żeglugi, Wymiaru Sprawiedliwości oraz Nadzwyczajnej do opracowania projektu ustawy o Najwyższej Izbie Kontroli.
Mieszkał w Sopocie przy ulicy Antoniego Abrahama. Pochowany na cmentarzu komunalnym w Sopocie (kwatera F2-1-1).

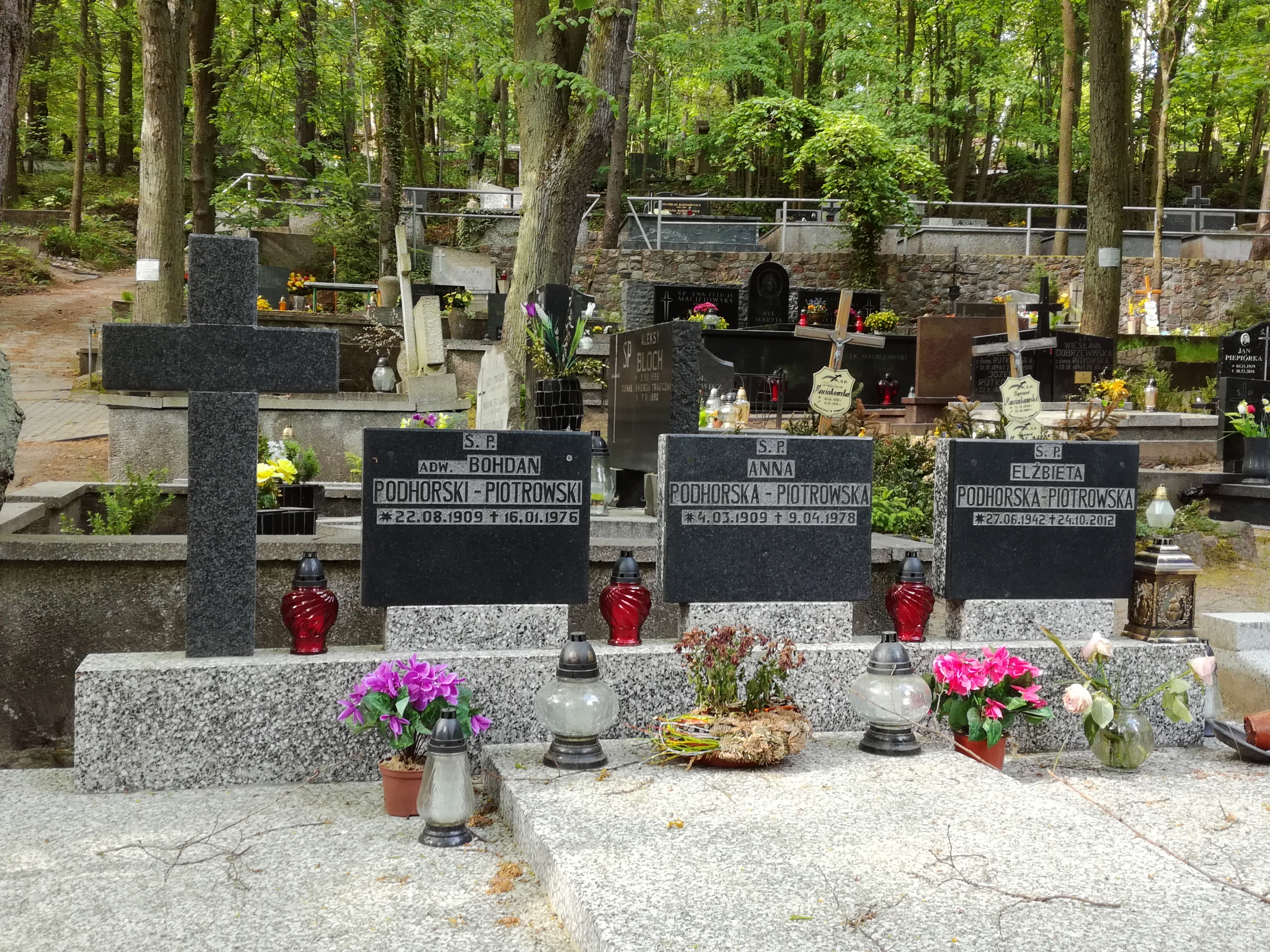
Grób Bohdana Podhorskiego-Piotrowskiego na cmentarzu komunalnym w Sopocie